# Rävlanda och Höggeröd
Ej att förväxla med Rävlanda, Härryda kommun.
Rävlanda och Höggeröd är en av SCB avgränsad och namnsatt småort i Tjörns kommun i Bohuslän. Den omfattar bebyggelse i Rävlanda och Höggeröd i Stenkyrka socken